# Musaceae
As musáceas (Musaceae) são uma família de ervas perenes de grande porte que inclui 3 gêneros e cerca de 45 espécies. As folhas são alternas e muito grandes. São originárias do sudeste da Ásia, na região ocupada atualmente pela Malásia, Indonésia e Filipinas. É nesta família que se encontram as bananeiras.

## Etimologia
Musaceae: O nome da família tem a sua origem no gênero Musa L. 
Musa: O nome do gênero resulta da latinização da planta árabe "mauz", o médico imperador romano Otávio Augusto foi chamado Musa, e, aparentemente, é por isso que Carolus Linnaeus usou o nome.

## Morfologia
Apresentam um pseudocaule a partir do qual os pecíolos individuais e lâminas divergem. As lâminas são simples, com uma nervura central proeminente e numerosas nervuras laterais penni-paralelas. Eventualmente, um eixo inflorescente cresce para cima através do canal formado pelas bases de folhas sobrepostas e produz uma série de terminais de grandes brácteas sobrepostas. As flores são zigomorfas e funcionalmente unissexuais, os proximais ser do sexo feminino e os distais masculino. O perianto é composto por duas séries de 6 petalóides tepals, dos quais 5 são connate em um tubo de 5 lóbulos deixando um segmento interno livre. O androceu geralmente consiste de 5 estames férteis e um estaminóides que fica em frente ao tepal livre. O gineceu consiste de um único composto de pistilo 3 carpelos, um único estípulo, e um ovário inferior com 3 lóculos, cada um contendo inúmeros óvulos axile. O fruto é uma baga, geralmente com um couro, exocarpo separáveis.

## Distribuição
Paleotropical, incluindo dois gêneros e cerca de 35 espécies. No Brasil não ocorrem espécies nativas, mas as bananeiras são plantas tão amplamente cultivadas que chegam a ser confundidas com as plantas nativas. Além disso, Musa ornata (bananeira-ornamental), uma espécie asiática ornamental, tornou-se uma invasora bastante agressiva em alguns trechos da Mata Atlântica, com frutos que produzem sementes viáveis, dispersas por animais silvestres por toda a floresta.

## Caracteres evolutivos
A família é arborescente e ganha seu auge a partir de uma sobreposição das bases ou pecíolos. Isto é chamado de "pseudocaule" e não é "verde". As plantas são perenes e pode rejuvenescer após o corte de um rizoma maciça. As hastes também contêm um suco leitoso.

## Reprodução
Plantas monóicas, ou andromonóica ou polygamomonoecious. Apresentam nectários florais. Secreção de néctar do gineceu (via nectários septais). Polinização entomófila, ornitófila ou por morcegos.

## História
Evidencias recente sugerem que Musaceae (principalmente o gênero Musa) fora introduzidas no mundo por imigrantes provenientes do sudeste asiático, aproximadamente em 200 A.C; mas recentemente, no início do século XVI, elas foram reintroduzidas pelos exploradores portugueses e espanhóis. Os portugueses introduziram as bananas nas Ilhas Canárias.

## Importância Econômica
A importância comercial da família Musaceae está centrada principalmente no gênero Musa, em seus híbridos comestíveis amplamente cultivados. Os demais gêneros no geral só tem importância horto-cultural, a exceção do gênero Musa textilis do qual se extrai fibra com várias finalidades, por exemplo: roupas, cordões e fios.

## Conservação
A maior ameaça da sobrevivência de todos os organismos existentes, sejam eles plantas ou animais, é a destruição ambiental. Como a maior parte das Zingiberales vivem em florestas, estão sempre sujeitas ao desmatamento, colocando em risco a extinção das espécies que possuem sensibilidades maiores a mudanças no ambiente e as espécies com populações pequenas. “Ilhas de floresta” são ilhas de plantas que vão ficando isoladas devido a destruição de florestas. Essas ilhas são pequenas e não mantém um número suficiente de indivíduos de cada espécie. Quando a população de uma espécie fica muito pequena, aumentam as chances de ela desaparecer, seja por doenças, Herbivoria ou qualquer outro acidente, por exemplo, incêndios. Não se sabe ainda quantas espécies de Zingiberales podem estar ameaçadas de extinção, simplesmente por que mal conhecemos a distribuição de cada espécie.
Não foi achado registro de perigo de extinção de nenhuma espécie dessa família.

## Potencial Ornamental
Ensete ventricosum: Esta planta é de crescimento rápido, muito cultivada como planta ornamental nas áreas propensas a geada que requer proteção do inverno em vidros.
Musella lasiocarpa: Esta planta é utilizada para paisagismo, em viveiros e na horticultura. No ano de 1992 foi considerada como uma possível planta ornamental para o futuro. Pode ser bem usada numa plantação de grupo onde alguns indivíduos estão em flor, enquanto outros estão em folhagem. O efeito das "flores" é bastante dramático, a mesma possui um grande cardo amarelo, ornamental.

## Gêneros
- Ensete
- Musa
- Musella